# Ophiuche anemosa
Ophiuche anemosa är en fjärilsart som beskrevs av Druce 1890. Ophiuche anemosa ingår i släktet Ophiuche och familjen nattflyn. Inga underarter finns listade i Catalogue of Life.